# Les Pooche
 (septembre 2017).
Les Pooche (Барбоскины, Barboskiny) est une série d'animation en 3D russe créée en 2011 qui raconte la vie d'une famille nombreuse de chiens anthropomorphes. Elle est produite par le studio de production de cinéma d'animation Melnitsa (« Studio d'animation du Moulin »), qui a également créé la série d'animation Luntik (en).
Barboskiny est diffusée sur les chaînes de télévisions russes Carousel et Mult TV

## Thème
Les histoires des épisodes de la série animée sont indépendantes les unes des autres. Elles mettent cependant en jeu les mêmes personnages dans un seul lieu : la ville de Pusbourg (en référence à la ville de Saint-Petersbourg), principalement dans l'appartement des Barboskiny (situé dans un immeuble) ainsi que les espaces alentour et une aire de jeux.
L'intrigue de la série animée est construite autour des aventures de Rosa, Droujok, Guèna, Lisa et Malish Barboskiny. Sont abordés les thèmes de la croissance, des relations entre parents et enfants, des valeurs morales et familiales, de la compréhension des difficultés de communication avec les pairs et les adultes.
En anglais, la série s'appelle The Barkers

## Les personnages

Pièce (commémorative) de la Banque de Russie (pièce de 3 roubles, 2020) à l'effigie de Droujok et de la série Barboskiny.

- Rosa (voix de Maria Tsvetkova) — jeune fille blonde habillée en rose, aime les bijoux et le maquillage. Elle exprime de la sympathie pour Timoha. Elle apprécie les séries romantiques et lit le plus souvent des magazines de mode.
- Droujok (voix d'Elena Schulman) — jeune garçon qui aime le sport, les jeux et les farces, mais n'aime pas apprendre. Il a les oreilles rabattues et une tache sombre autour de l'œil droit.
- Guèna (voix de Mihaïl Tshèrniak) — jeune garçon portant des lunettes, se passionne pour la science et peut aider tout le monde dans le travail.
- Lisa (voix de Ekaterina Gorohovskaïa) — jeune fille rousse, aime l'ordre et adore les bonbons. Rêve de devenir chanteuse.
- Malish (voix de Ksenia Brjesovskaïa) — le plus jeune des enfants. Il a les grandes oreilles pointues d'un fennec. Il est intéressé par les activités de ses frères et sœurs. Toute la famille le traite avec gentillesse et attention, car il est le plus petit. Il aime dessiner. Son jouet préféré est un lièvre en peluche.
- Papa (voix de Oleg Koulikovitsh) — le père de famille, chauve. Travaille en permanence.
- Mama (voix de Irina Goriatsheva) — la mère de famille. Très gentille. Cuisine bien. Aime jouer du violon.
- Dédoushka (voix de Vadim Botshanov) — le papa du père de famille, ancien marin. Il adore ses petits-fils et petites-filles.
- Timoha (voix de Maxime Sergeev) — un ami de Droujok et de Rosa. Il est le voisin des Barboskiny. Amoureux de Rosa, il fait tout pour lui plaire. Il se passionne pour le sport et les jeux informatiques.

## Diffusion
La série est diffusée pour la première fois le 3 octobre 2011 en Russie. Elle comporte 176 épisodes répartis sur 12 saisons.

### EnRussie
De 2011 à 2014, la série animée a été diffusée sur la chaîne de télévision Rossiya 1 dans le cadre du programme télévisé Bonne nuit, les enfants !. À partir de la même année, les rediffusions de la série animée apparaissent sur la chaîne de télévision Carousel.
Depuis juin 2014, des rediffusions sont en cours sur la chaîne Mult TV et, depuis septembre 2015, des inédits sont diffusés.
De 2014 à 2017, la série animée est apparue sur la chaîne de télévision Rossiya K dans le programme télévisé Bonne nuit, les enfants !.
En 2016, la série animée est apparue sur la chaîne STS.

### EnUkraine
De 2011 à 2012, la série animée a été diffusée sur Novyi Kanal.
Du 1er septembre 2012 au mois d'avril 2015, Barboskiny a été diffusée sur les chaînes de télévision Inter et Pixel TV, avec doublage ukrainien.
À l'été 2015, la série animée a commencé à être diffusée sur les chaînes 1+1 et PlusPlus avec un nouveau doublage ukrainien.

## Accueil
En Russie et en Ukraine, la série animée a reçu un grand succès et de nombreux commentaires de la part des critiques et des téléspectateurs. Les téléspectateurs ont surtout apprécié la modernité du dessin animé, la qualité de la performance et l'humour. Cependant, le projet a reçu des commentaires négatifs. Ces commentaires visent la représentation des personnages des personnages principaux et mineurs.
Selon l'un des critiques, cette représentation est caricaturale et stéréotypée. Ainsi, Rosa est une blonde stupide, Guena est l'intello, et Droujok est un tyran.